# 藤井進
藤井 進（ふじい すすむ、1967年7月25日 - 2017年1月26日）は、第67回全国高等学校野球選手権大会で活躍した元野球選手。山口県宇部市出身。

## 来歴・人物
宇部商時代3年生の夏、準決勝までに、1大会最多記録となる4本塁打を放ちいきなり注目を浴びる。しかし、決勝の対PL学園戦であっさり清原和博に更新され、センターの守備位置からその瞬間（打球）を見送るよりほかになかった（この場面は当時朝日放送アナ・植草貞夫の「甲子園は清原のためにあるのか」の名実況でも有名）。藤井がこの時挙げた1大会14打点は、2008年の第90回大会で萩原圭悟（大阪桐蔭）が15打点を挙げるまで夏の甲子園の大会記録であった。
卒業後は、東都大学野球の青山学院大学に進学し4年間プレーしたが、出場機会はほぼなかった。同期に甲子園決勝で対戦した松山秀明や吉田直喜が、1学年下に奈良原浩がいた。卒業後は神奈川県川崎市川崎区東扇島にある東急グループの米穀食糧会社・東光食糧（現・東光食品）に勤務していた。
2017年に脳内出血により死去した。